# Paroisse Saint-François-de-Sales de Paris
Pour les articles homonymes, voir Église Saint-François-de-Sales.
La paroisse Saint-François-de-Sales est une paroisse catholique de l'archidiocèse de Paris située dans le 17e arrondissement et dédiée à saint François de Sales. 
Son église paroissiale se distingue par une configuration atypique, composée de deux édifices reliés par un couloir : l’église originelle, construite en 1873, et une seconde église, ajoutée en 1911 et disposée « têtes-bêche » par rapport à la première.

## L'ancienne église
Construite en 1873 au milieu des champs, la rue n'ayant alors encore aucune habitation, la plus ancienne des deux églises possède son entrée principale au no 6 rue Brémontier.
La première pierre est bénie par Benoît Langénieux, évêque de Tarbes et mise sous le patronage de saint François de Sales, puis elle est consacrée par Joseph Hippolyte Guibert, archevêque de Paris, le 30 octobre 1873.
D'un style néo-roman assez sobre, elle est l'œuvre de l'architecte Édouard Delebarre Debay (1836-1891) et présente de beaux vitraux de la fin du XIXe siècle créés par l'atelier d'Henri Chabin, plusieurs sculptures de qualité et deux chapelles absidiales entièrement peintes.

L'ancienne église
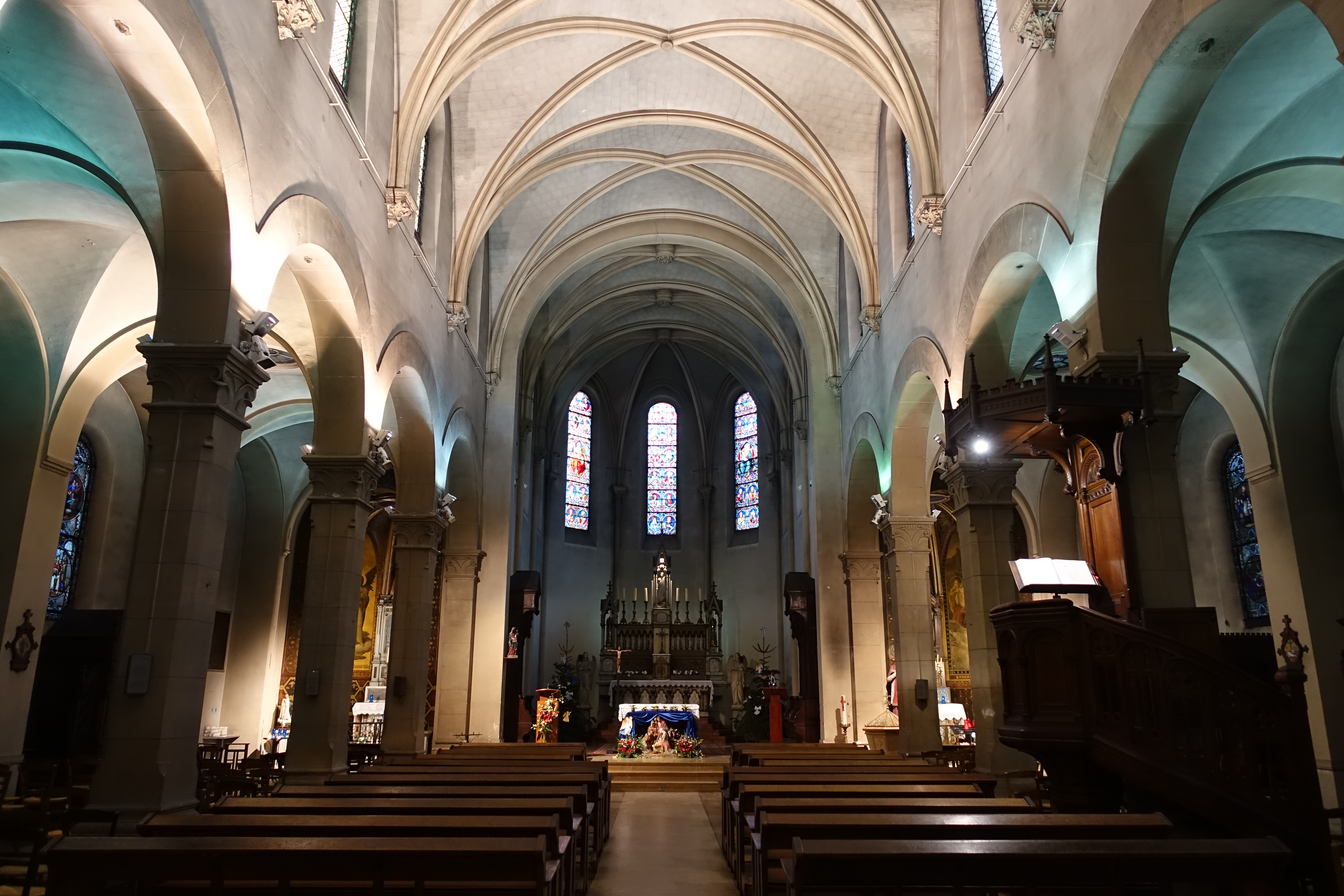
Intérieur de l'ancienne église de la rue Brémontier.
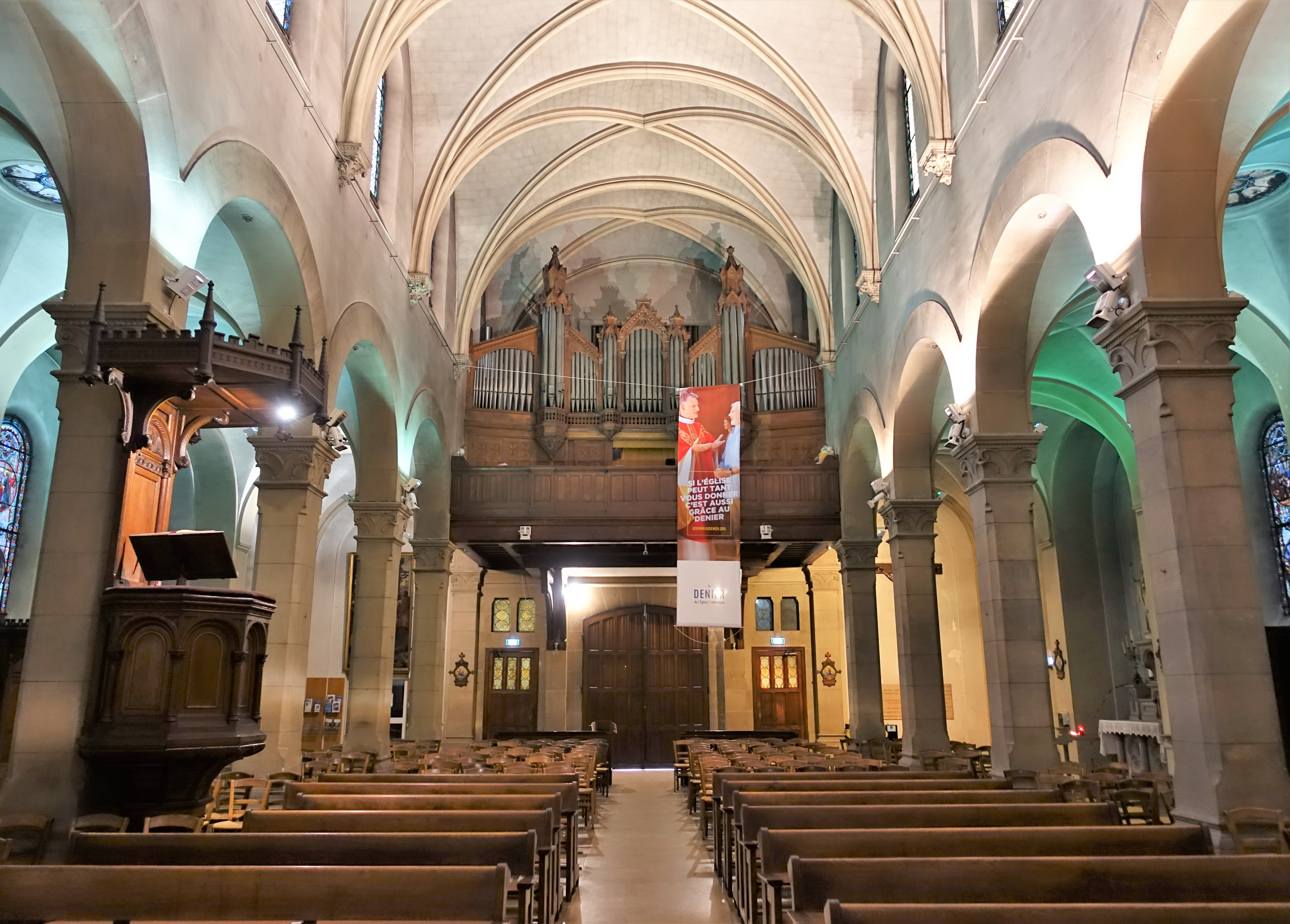
Vue vers l'orgue
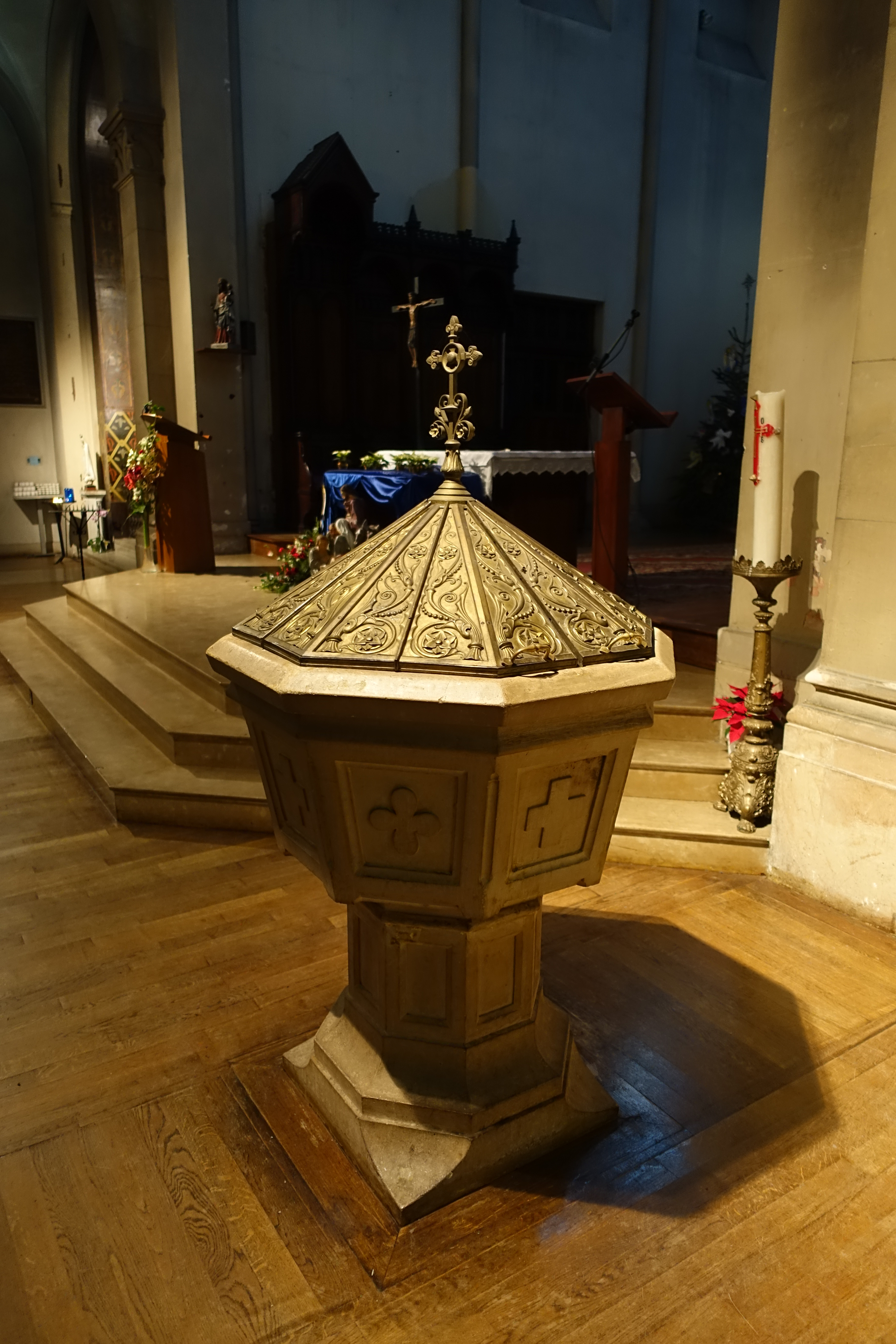
Baptistère de l'église de la rue Brémontier.

### L'orgue
L'orgue Abbey, installé vers 1900, est restauré par la firme Danion-Gonzalez en 1985.
La console comporte trois claviers de soixante-et-une notes et un pédalier de trente-deux notes. Les transmissions sont mécaniques pour les notes et électriques pour les trente-et-un jeux, avec combinateur électronique.
Composition
| Grand-Orgue 61 notes |
| Bourdon 16'          |
| Montre 8'            |
| Flûte à cheminée 8'  |
| Prestant 4'          |
| Flûte douce 4'       |
| Quarte 2'            |
| Grosse fourniture II |
| Plein-jeu V          |
| Cromorne 8'          |

| Récit expressif 61 notes |
| Cor de nuit 8'           |
| Dulciane 8'              |
| Voix céleste 8'          |
| Principal 4'             |
| Flûte à fuseau 4'        |
| Nasard 2' 2/3            |
| Doublette 2'             |
| Tierce 1' 3/5            |
| Larigot 1' 1/3           |
| Cymbale IV               |
| Basson 16'               |
| Trompette harmonique 8'  |
| Basson-hautbois 8'       |

| Solo 61 notes  |
| Grand cornet V |
| Trompette 8'   |
| Clairon 4'     |

| Pédale 32 notes |
| Soubasse 16'    |
| Quinte 10' 2/3  |
| Principal 8'    |
| Bourdon 8'      |
| Octave 4'       |
| Bombarde 16'    |

## La nouvelle église
Pour répondre à l'accroissement de la population de la Plaine-Monceaux au début du XXe siècle est décidée la construction d'une nouvelle église. Celle-ci est construite de 1911 à 1913 avec une entrée au 15 rue Ampère d'après les plans de l'architecte Eugène Ewald (1850-1927). Un long couloir permet de relier directement les deux églises.
La bénédiction de la première pierre a lieu le 14 juin 1911 par Monseigneur Fages et l’église est consacrée le 23 octobre 1913 par le Cardinal Amette, archevêque de Paris. La construction aura donc duré un peu plus de deux ans. Le curé d’alors est l’Abbé Pagis.
L’église est de style romano-byzantin. Elle s’ouvre sur la rue par un prostyle de trois arcades surmonté d’un fronton percé de trois grandes verrières au-dessus duquel s’élève une croix. Sous le porche, se trouve une mosaïque du « Christ bénissant » de Louis-Edouard Fournier (1857-1917).
La large nef est couverte d’une voûte en berceau avec arcs-doubleaux et pénétrations. Le chœur est en hémicycle, voûté en cul-de-four et encadré des deux absidioles.
Les bas-côtés sont séparés de la nef par des colonnes à chapiteaux décorés de feuillage et d’entrelacs. La galerie du triforium court au-dessus des arcades pour former au-dessus du porche, une large tribune pour le grand orgue.

La nouvelle église
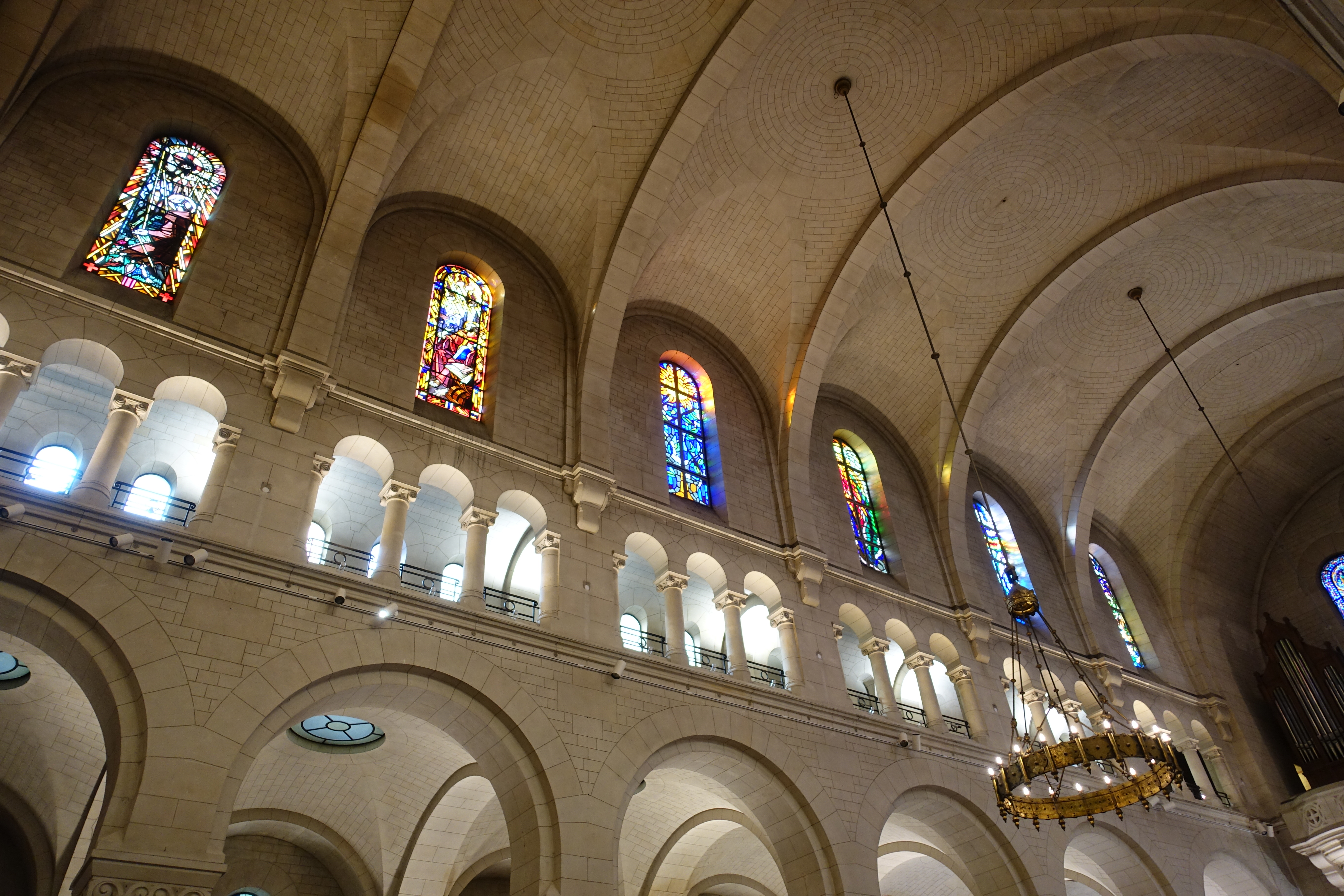
Triforium et vitraux.
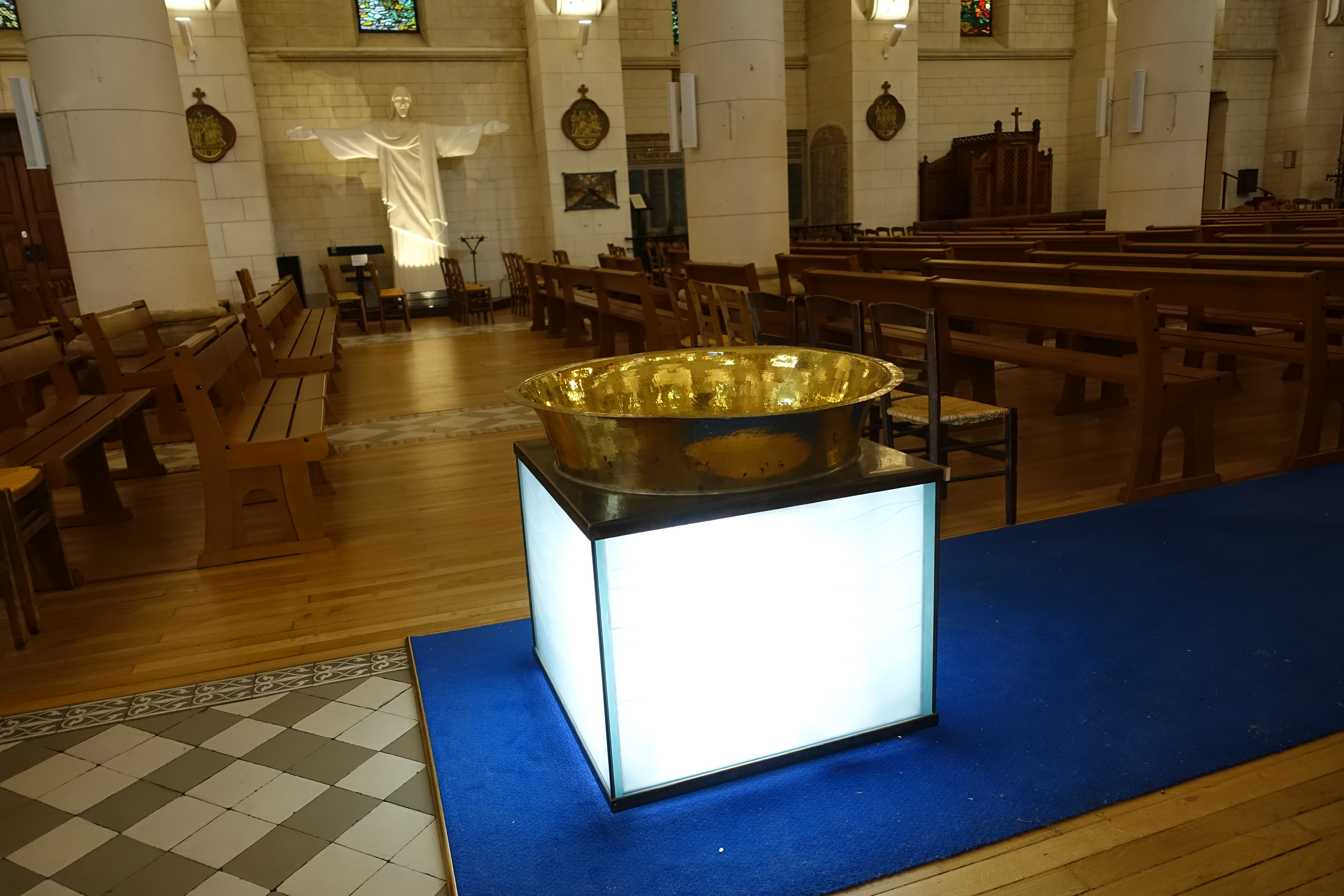
Baptistère au centre de l'église.
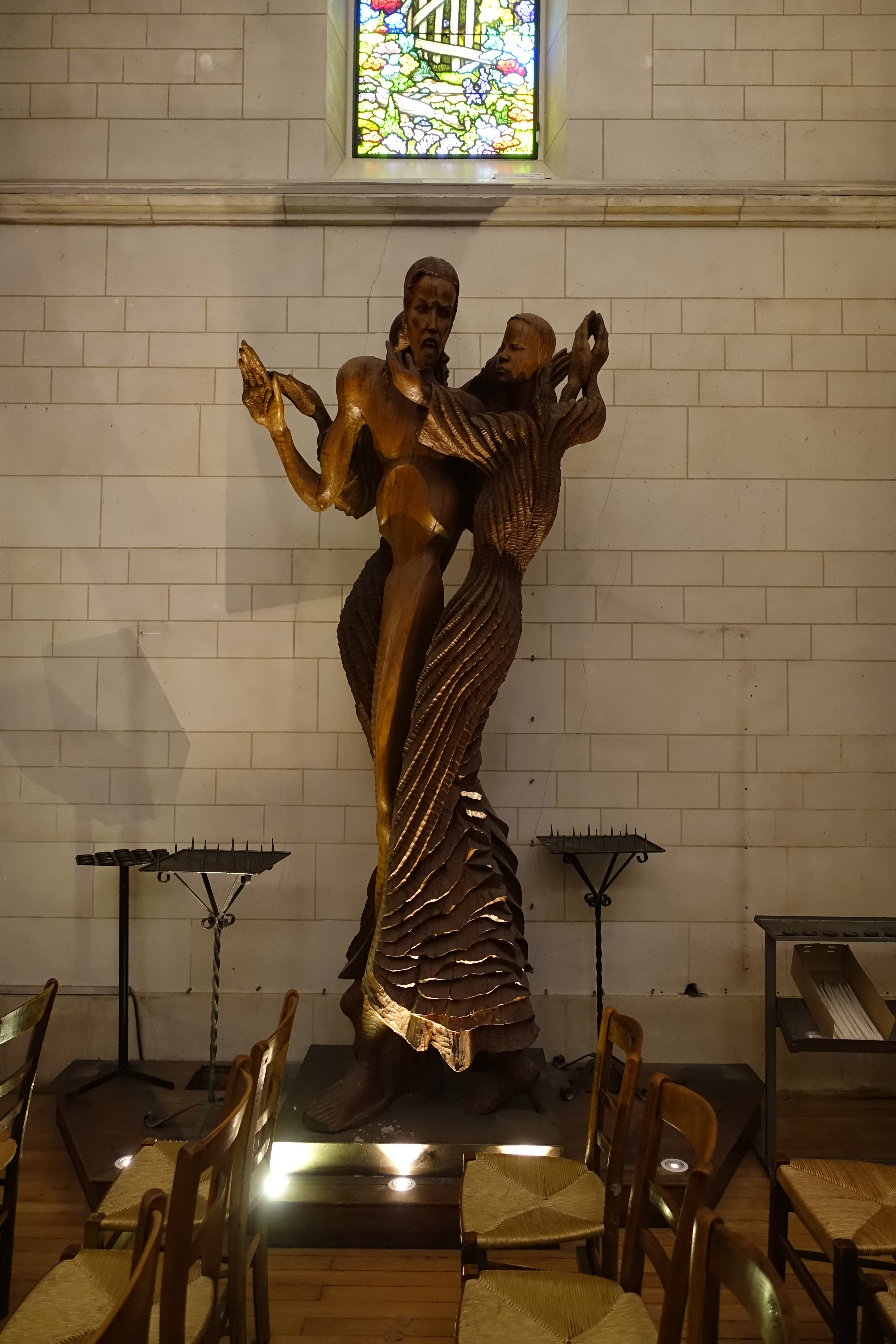
Jésus ressuscité avec Marie et saint Jean, sculpture en chêne de Jozef Pirz.
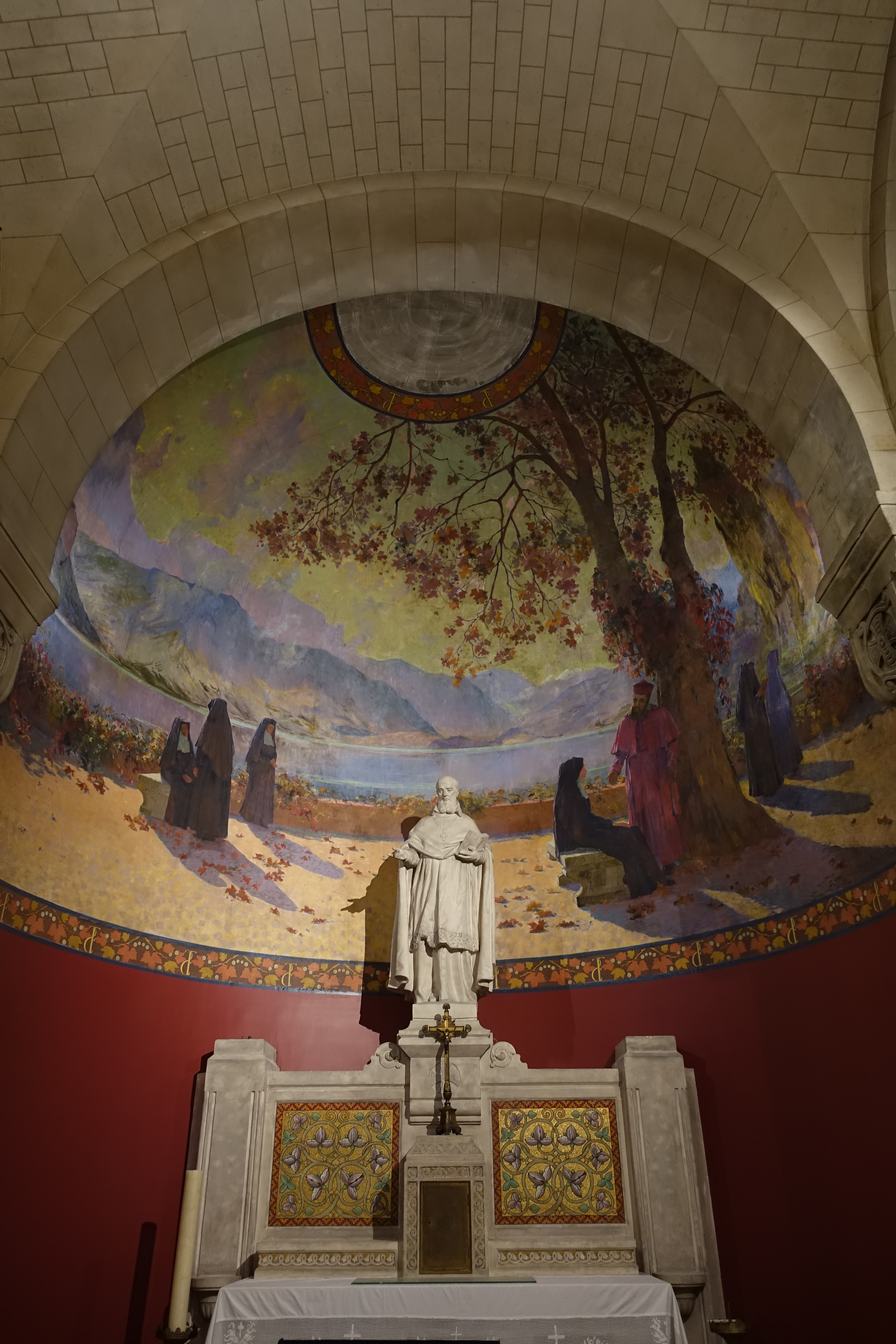
La chapelle Saint François de Sales avec une fresque de Frédéric Montenard.
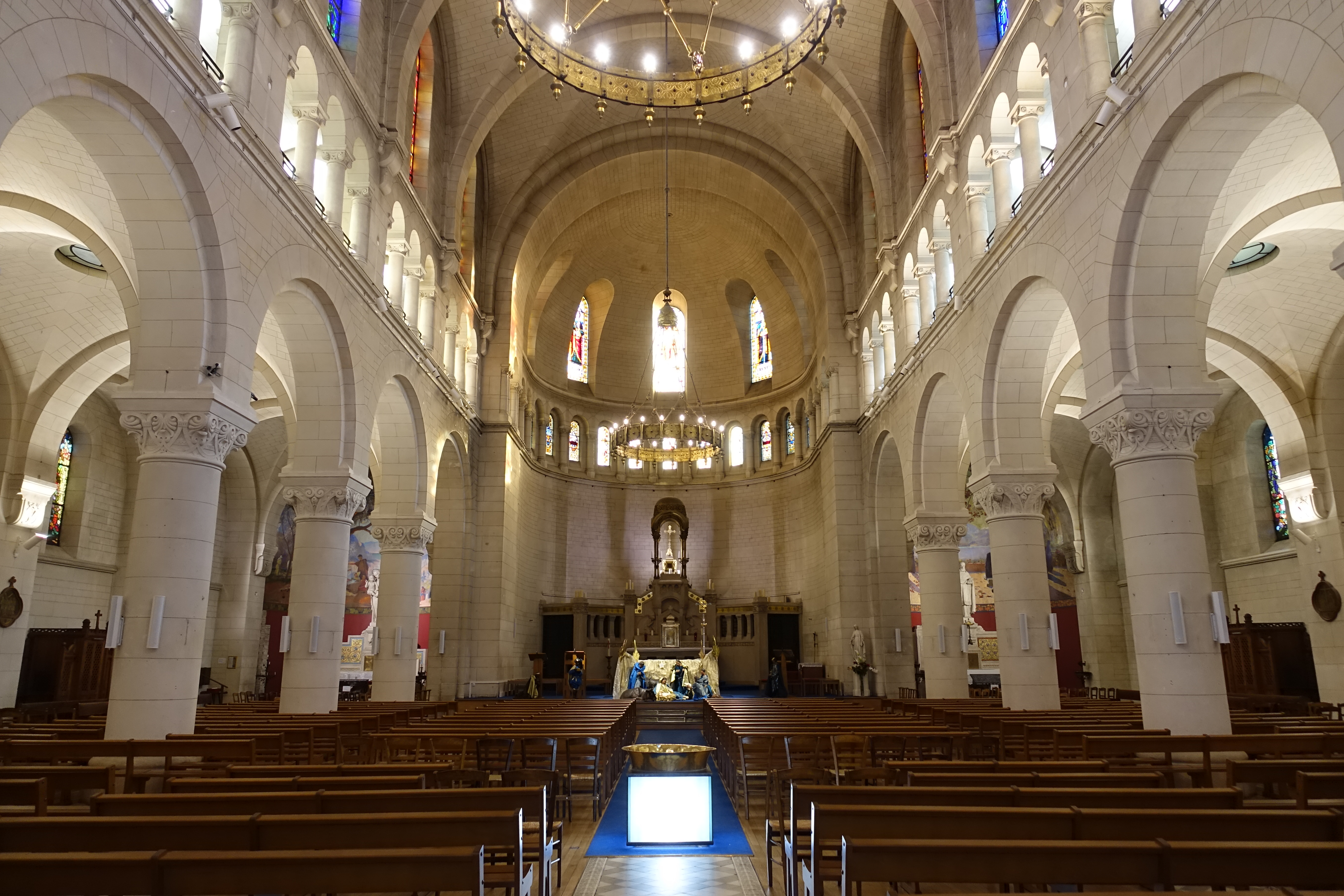
la nef vers le chœur de la nouvelle église.

### L'orgue
La nouvelle église possède un orgue Mutin, inauguré le 25 novembre 1920, avec un relevage effectué par Maciet en 1982.

L'instrument a 35 jeux sur trois claviers et pédalier avec transmissions mécaniques.
Le buffet s'étend sur toute la largeur de la nef et est conçu pour laisser apparaître les verrières de la façade de l'église.
Composition
| Grand-Orgue 56 notes |
| Bourdon 16'          |
| Flûte à cheminée 8'  |
| Montre 8'            |
| Prestant 4'          |
| Doublette 2'         |
| Fourniture IV        |
| Cymbale II           |
| Trompette 8'         |

| Positif 56 notes |
| Principal 8'     |
| Bourdon 8'       |
| Principal 4'     |
| Nasard 2' 2/3    |
| Doublette 2'     |
| Tierce 1' 3/5    |
| Fourniture III   |
| Cymbale II       |
| Cromorne 8'      |

| Récit expressif 56 notes |
| Principal 8'             |
| Voix céleste 8'          |
| Flûte à fuseau 8'        |
| Principal 4'             |
| Nasard 2' 2/3            |
| Quarte 2'                |
| Tierce 1' 3/5            |
| Plein-jeu IV             |
| Basson 16'               |
| Trompette 8'             |
| Clairon 4'               |

| Pédale 30 notes  |
| Grosse flûte 16' |
| Soubasse 16'     |
| Bourdon 8'       |
| Basse ouverte 8' |
| Principal 4'     |
| Tuba magna 16'   |
| Trompette 8'     |

- Accessoires 

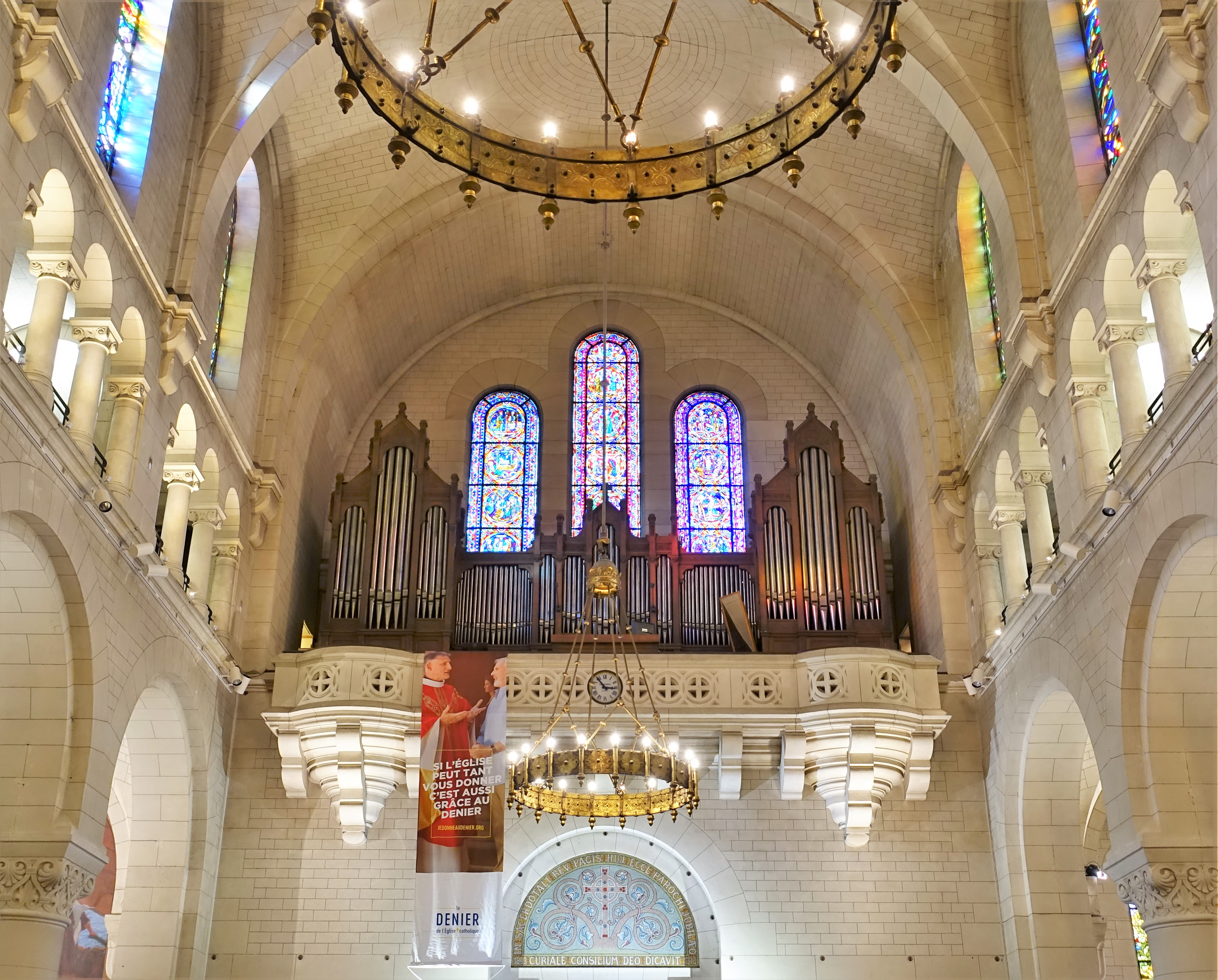
L'orgue de la nouvelle église.

  - Accouplements Positif/G.O. en 8', Récit/G.O. en 16' et 8', Récit/Positif en 8'
  - Tirasses sur les trois claviers manuels
  - Appel des anches oppour Grand-Orgue, Récit et Pédalier

## Chapelle Notre-Dame de la Confiance
La paroisse comprend un troisième lieu de culte, la chapelle Notre-Dame de la Confiance, située au 164 rue de Saussure, au rez-de-chaussée d'un immeuble.

## Curés et vicaires

### Curés
- 1875-1896 : Henri Jean-Baptiste Van Den Brule (1824-1896)
- 1897 : Auguste Louis-Marie Van Camelbeke (1839-1897)
- 1897-1919: François Edouard Pagis (1839-)
- 1919-1959 : Edmond Loutil (dit « Pierre l’Ermite ») (1863-1959)

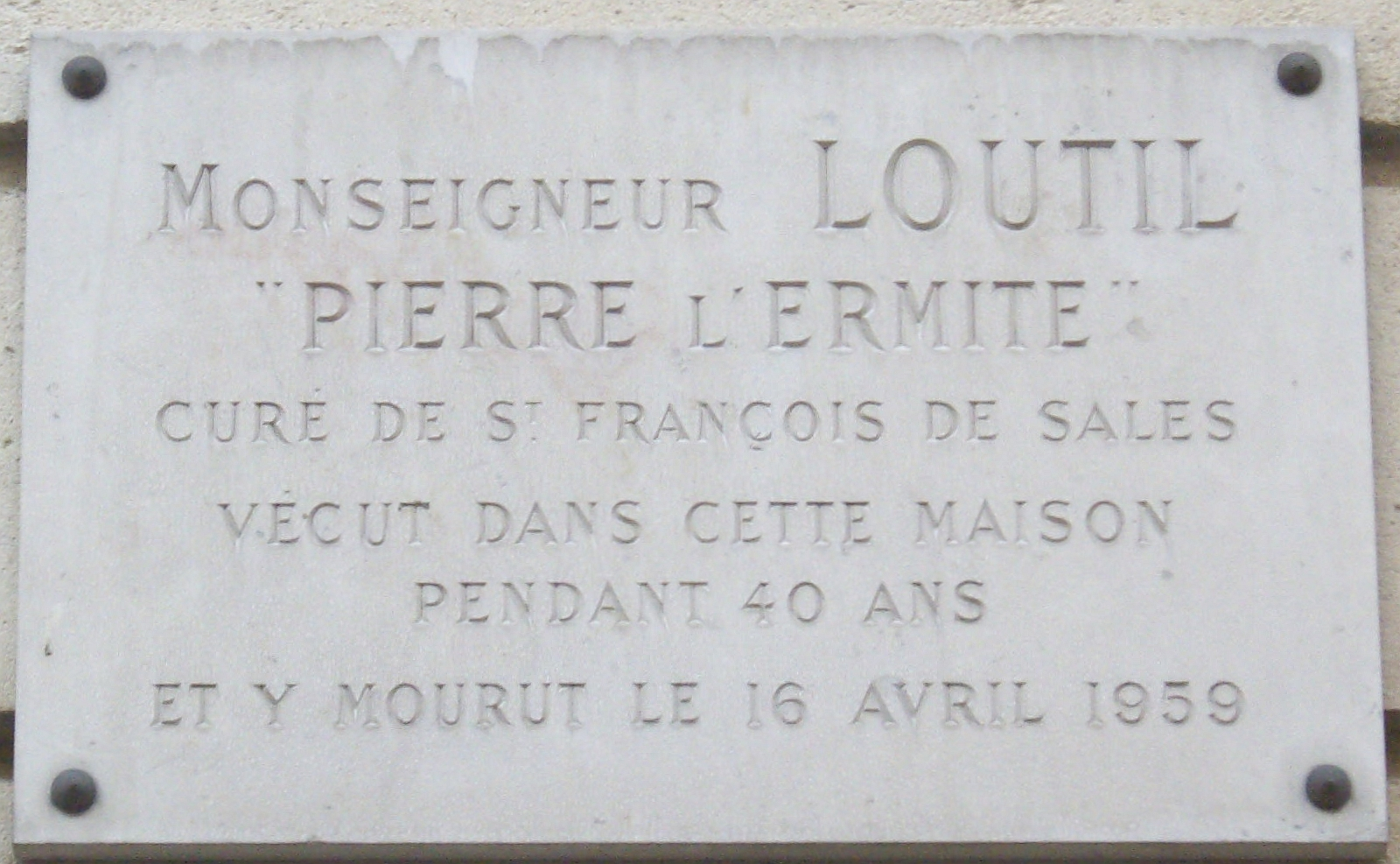
Plaque apposée au 3, rue Viète.
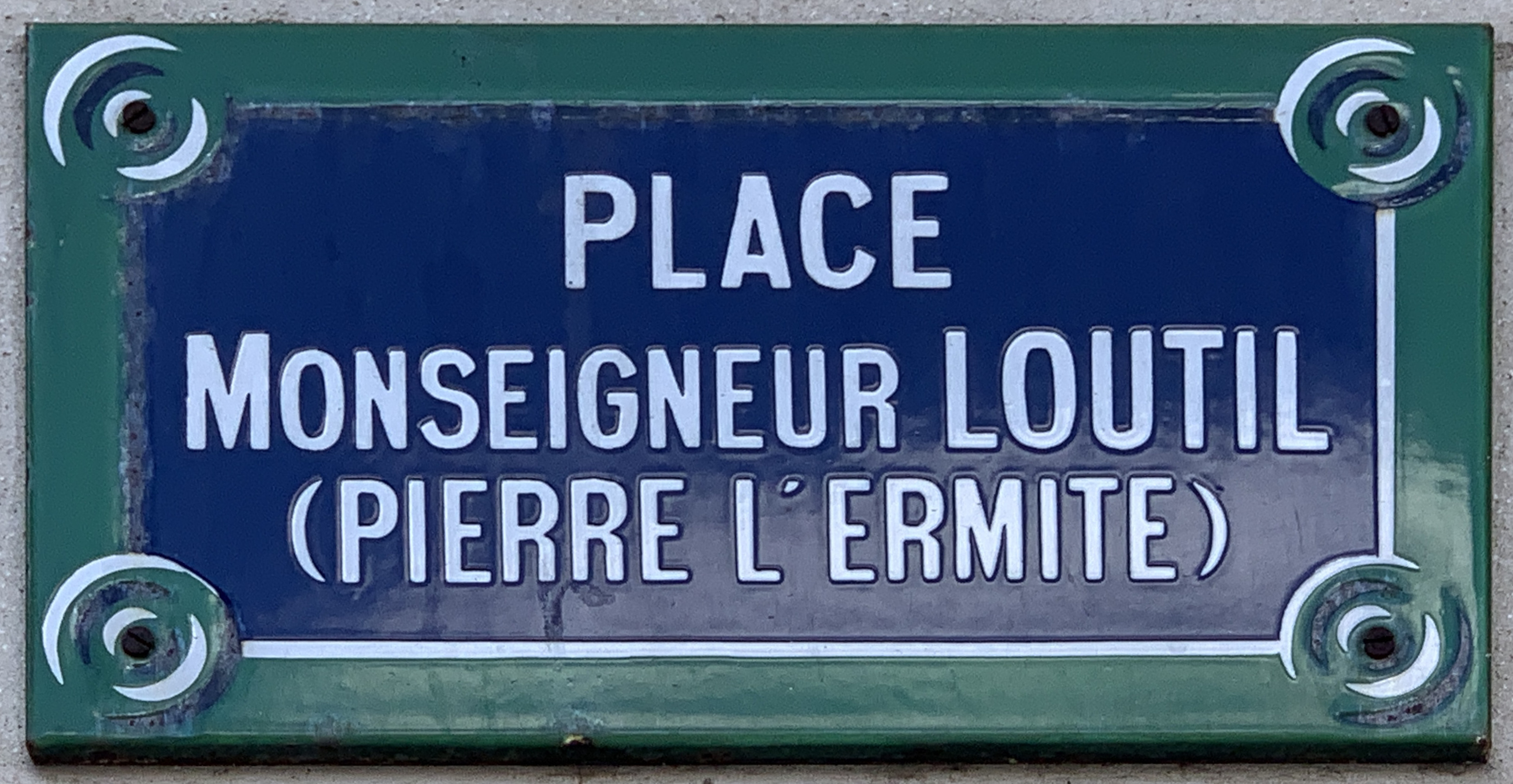
Plaque de rue de la place Monseigneur-Loutil, qui reçut son nom en 1965.

- 1959-1966 ; Jean Gabriel Boulard († 1966)
- 1966-1967 : André Evette († 1967)
- 1967-1975 : Jean Boyer-Chamard († 1985)
- 1975-1987 : Robert Piéplu († 2006)
- 1987-1996 : Robert Jorens
- 1996-2005 : Bernard Goudey (1941-2012)
- 2005- : Pascal Gollnisch

### Vicaires
- 1923 : second vicaire l'abbé Paul Avenel, correspond avec Mgr Julien évêque d'Arras[2]. Fut nommé à l'église Saint-Gilles de Bourg-la-Reine

### Articles liés
- Liste des édifices religieux de Paris
- Archidiocèse de Paris